# Tadeusz Wyspiański
Tadeusz Wyspiański (ur. 16 lutego 1896 w Tarnopolu, zm. w 1959 w Londynie) – kapitan lekarz Wojska Polskiego, doktor wszech nauk lekarskich, chirurg.

## Życiorys
Urodził się 16 lutego 1896 w Tarnopolu. U kresu I wojny światowej brał udział w walkach o Lwów podczas wojny polsko-ukraińskiej służąc jako podchorąży sanitarny w Szpitalu Technika nr I – Szpital nr II (rejon obrony 47).
Po odzyskaniu przez Polskę niepodległości został przyjęty do Wojska Polskiego. 3 maja 1922 został zweryfikowany w stopniu porucznika ze starszeństwem z 1 czerwca 1919 i 46. lokatą w korpusie oficerów sanitarnych, w grupie medyków (później podlekarzy), a jego oddziałem macierzystym była wówczas Kompania Zapasowa Sanitarna Nr 2. W latach 1923–1924 był odkomenderowany do Wydziału Lekarskiego Uniwersytetu Jana Kazimierza we Lwowie celem ukończenia studiów, pozostając oficerem nadetatowym 3 batalionu sanitarnego w Grodnie, a w 1924 posiadając przydział służbowy do Szpitala Rejonowego Grodno. W 1928 pozostawał w kadrze oficerów sanitarnych z przydziałem do 9 batalionu administracyjnego w Brześciu nad Bugiem. W 1928 ukończył studia medyczne, uzyskując dyplom lekarza i stopień naukowy doktora. 23 sierpnia 1929 został przeniesiony w korpusie oficerów sanitarnych z grupy podlekarzy do grupy lekarzy. Specjalizował się w chirurgii. W czerwcu 1930 został przeniesiony z 54 pułku piechoty Strzelców Kresowych w Tarnopolu do 2 pułku Strzelców Podhalańskich w Sanoku na stanowisko lekarza. 22 grudnia 1931 został awansowany na kapitana ze starszeństwem z dniem 1 stycznia 1932 i 1. lokatą w korpusie oficerów sanitarnych, w grupie lekarzy. Od 1937 był starszym lekarzem w 2 psp. 30 maja 1936 Komitet Krzyża i Medalu Niepodległości odrzucił wniosek o nadanie mu tego odznaczenia „z powodu braku pracy niepodległościowej”.
Pracując w Sanoku był członkiem Lwowskiej Izby Lekarskiej. W tym mieście pozostawał lekarzem do 1939. Zamieszkiwał przy ulicy Kazimierza Lipińskiego 21.
Po wybuchu II wojny światowej w kampanii wrześniowej 1939 walczył jako naczelny lekarz 2 pułku Strzelców Podhalańskich. W czasie kampanii dostał się do sowieckiej niewoli. Był więziony w obozie NKWD w Starobielsku, a następnie zesłany do Workuty. Po odzyskaniu wolności wraz z armią gen. Andersa opuścił ZSRR.
W połowie 1944 był jednym z czterech lekarzy osiedlowych dla polskich uchodźców w Ugandzie, a od sierpnia tego roku wraz z dr Bronisławem Polionisem pracował w Ambulatorium I. W ramach powstałego w marcu 1945 Koła Związku Ziem Wschodnich RP był członkiem zarządu Koła Ziem Południowo-Wschodnich. W odniesieniu do tej pracy był autorem Historii ambulatorium, dołączonej do maszynopisu Historia rozwoju szpitalnictwa za rok 1942-1946. W 1946 był organizatorem i kierownikiem pierwszego kursu instruktorek służby zdrowia w ugandyjskiej miejscowości Kaja.
Zmarł w 1959 w Londynie. Był żonaty z Janiną z domu Lubicz Posuchowską, urodzoną we Lwowie, zmarłą 6 grudnia 1972 w Londynie.